# Hřbitov v Pavlovicích u Jestřebí
Hřbitov v Pavlovicích u Jestřebí je pohřebiště nacházející se na samotě za vsí Pavlovice, místní části obce Jestřebí v okrese Česká Lípa. Hřbitov není památkově chráněn.

## Historie
V závěru 18. století byl zrušen původní farní hřbitov při pavlovickém kostele Nanebevzetí Panny Marie. Nový hřbitov byl založen na samotě několik set metrů od vsi, při okraji tzv. Pavlovického dolu. Po roce 1945 zanikla řada původních hrobů. V roce 2020 byl vytvořen tzv. digitální pasport hřbitova, dostupný následně v internetové databázi. Hřbitov je stále používán k pohřbům.

## Stavební podoba
Hřbitov má půdorys pravidelného čtverce, je ohrazen zdí z pískovcových kvádrů. V jeho ose se nachází kaple barokního tvarosloví na půdorysu čtverce, završená malou zvoničkou. V mělké nice štítu kaple je plastika lebky s dvojicí dlouhých, překřížených kostí. Kaple je volně přístupná. Ve střední části hřbitova je řada zrušených hrobů.

## Osobnosti zde pohřbené
- Josef Seliger (31. 1. 1840 – 22. 3. 1917), pavlovický farář v l. 1881–1917, osobní děkan, konzistorní rada a biskupský notář